# Anthony Ainley
Anthony Ainley (20 de agosto de 1932 - 3 de mayo de 2004) fue un actor británico conocido principalmente por su trabajo televisivo como el Amo en Doctor Who. Fue el cuarto actor en interpretar el personaje del Amo, y el primero en participar de forma recurrente, desde la muerte de  Roger Delgado en 1973.

## Biografía
Nacido en Londres, su padre era el actor Henry Ainley. Su hermanastro, Richard Ainley, fue también actor.
El aspecto físico de Ainley le facilitó actuar en papeles de villanos, aunque uno de sus primeros papeles interpretado de manera regular en la televisión británica fue el de Detective Sgto. Hunter, compañero del personaje interpretado por William Mervyn, el Inspector Jefe Rose en la serie The Odd Man, en 1966.  Otros papeles notables son los que hizo en la película de 1969 Oh! What a Lovely War, el de Dietz en The Land That Time Forgot (1975), Fallowfield en la producción de Tigon British Film Productions Blood on Satan's Claw, Reverendo Emilius en la adaptación de la BBC de The Pallisers, Henry Sidney en Elizabeth R,  Clive Hawksworth en Spyder's Web, Johnson en el primer episodio del programa de la BBC Secret Army, y Sunley en el episodio de Los Vengadores titulado "Noon Doomsday". También fue uno de los policías de Hong Kong que descubría el supuesto cadáver de James Bond en la primera secuencia de Sólo se vive dos veces.
Además, en televisión interpretó a Lord Charles Gilmour en la serie de los años setenta "Arriba y Abajo".
Pero parece ser que su interpretación del Reverendo Emilius fue la que le facilitó que John Nathan-Turner, que había trabajado en The Pallisers siete años antes de producir Doctor Who, le ofreciera el papel del Master. Ainley interpretó por primera vez al Amo en el serial de 1981 The Keeper of Traken, apareciendo en casi todas las temporadas hasta que la serie se canceló en 1989. Posteriormente retomó el papel para el juego de la BBC de 1997 Destiny of the Doctors. Actuando como el Amo, Ainley a menudo aparecía en los créditos con otro nombre artístico, habitualmente usando un anagrama del suyo, como ocurría con Neil Toynay o Leon Ny Taiy.
Anthony Ainley falleció en 2004 en Londres